# Oxamide
L'oxamide est un composé organique de formule chimique H2NOC–CONH2. Il s'agit du dérivé diamide de l'acide oxalique. Il se présente comme un solide blanc cristallisé soluble dans l'éthanol, faiblement soluble dans l'eau et insoluble dans l'éther diéthylique. On peut l'obtenir à partir du cyanure d'hydrogène HCN, oxydé en cyanogène N≡C–C≡N par l'oxygène en présence de nitrate de cuivre(II) ; l'addition de deux molécules d'eau sur le cyanogène donne de l'oxamide H2NOC–CONH2 :
4 HCN + O2 → 2 N≡C–C≡N + 2 H2O
N≡C–C≡N + 2 H2O → H2NOC–CONH2.
Une autre réaction fait intervenir le peroxyde d'hydrogène H2O2 :
2 HCN + H2O2 → H2NOC–CONH2.
L'oxamide est principalement utilisé comme substitut à l'urée CO(NH2)2 dans les engrais ; il libère de l'ammoniac NH3 très lentement par hydrolyse, ce qui est parfois préférable par rapport à l'hydrolyse rapide de l'urée.
Il est également utilisé pour stabiliser les préparations à base de nitrocellulose ainsi que comme inhibiteur de vitesse de combustion dans les moteurs-fusées à propergol composite à perchlorate d'ammonium haute performance : l'adjonction de 1 à 3 % massiques d'oxamide dans ces moteurs réduit la vitesse de combustion linéaire avec un faible impact sur l'impulsion spécifique du propergol solide.

## Composé parent
L'oxamide est le composé parent de la famille des oxamides de formule générale (R1,R2)N-CO-CO-N(R3,R4). 
Les oxamides primaires de formule R1-NH-CO-CO-NH-R2 adoptent plus volontiers une conformation E(Z,Z) avec donc les amides en position Z -Les amides E (cis) ne sont rencontrés que dans des cycles lactames de moins de dix atomes- ce qui permet la formation de cycles à 5 par liaison hydrogène tandis  que les oxamides Z(Z,Z) sont déstabilisés par hyperconjugaison et gêne stérique entre les deux atomes d'hydrogène.

Amides Z et E, oxamides Z(Z,Z) et E(Z,Z)

L'oxamide et plus généralement les oxamides sont de bons ligands bis(bidentate) pour former des complexes et des polymères inorganiques.